# گنجینه روبی هیلز
گنجینه روبی هیلز (انگلیسی: Treasure of Ruby Hills) یک فیلم وسترن آمریکایی به کارگردانی فرانک مک‌دونالد است که در سال ۱۹۵۵ منتشر شد.

## بازیگران
- زکری اسکات
- بارتون مک‌لین
- لولا آلبرایت
- ریموند هاتون
- لی وان کلیف
- گلن استرینج
- استیو دارل